# Comté de Florence (Caroline du Sud)
Pour les articles homonymes, voir comté de Florence.
Le comté de Florence est l’un des 46 comtés de l’État de Caroline du Sud, aux États-Unis. Il a été fondé en 1888. Son siège est la ville de Florence. Selon le recensement de 2010, la population du comté est de 136 885 habitants.

## Géographie
Le comté a une superficie de 2 082 km², dont 2 072 km² de terre ferme. 

## Démographie
| 1890   | 1900   | 1910   | 1920   | 1930   | 1940   |
| ------ | ------ | ------ | ------ | ------ | ------ |
| 25 027 | 28 474 | 35 671 | 50 406 | 61 027 | 70 582 |

| 1950   | 1960   | 1970   | 1980    | 1990    | 2000    |
| ------ | ------ | ------ | ------- | ------- | ------- |
| 79 710 | 84 438 | 89 636 | 110 163 | 114 344 | 125 761 |

| 2010    | - | - | - | - | - |
| ------- | - | - | - | - | - |
| 136 885 | - | - | - | - | - |